# Cidade da Polícia

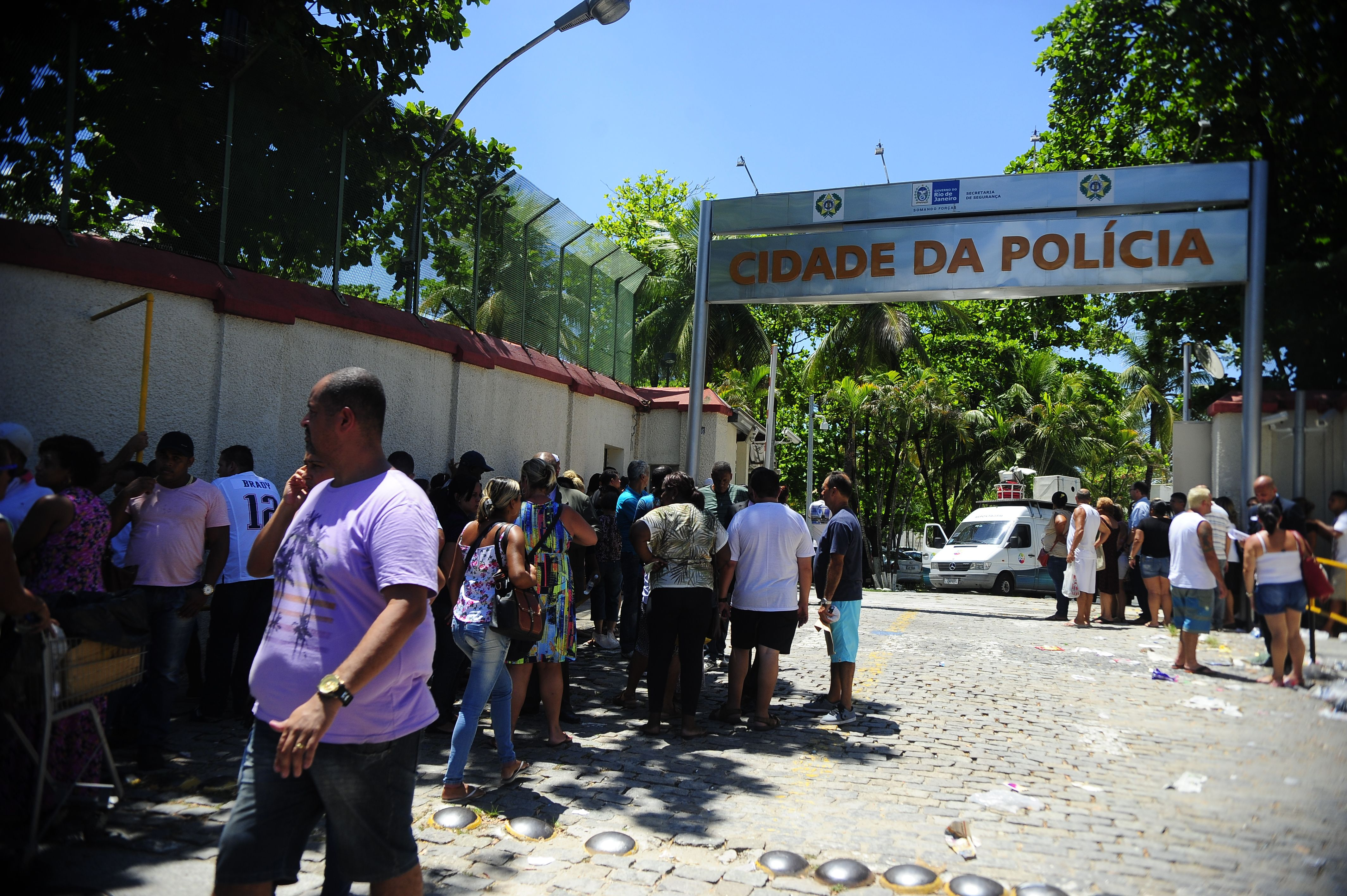
Entrada da Cidade da Polícia.
Foto:Tânia Rêgo/ABr

Cidade da Polícia é um espaço da Polícia Civil do Estado do Rio de Janeiro localizado no Jacaré, Zona Norte do Rio de Janeiro que abriga 15 delegacias especializadas, a Coordenadoria de Recursos Especiais (CORE), cinco órgãos da chefia de Polícia Civil e cerca de três mil agentes.

## História
O complexo foi inaugurado em 29 de setembro de 2013, data comemorativa do "Dia do Policial Civil". São nove blocos, sendo o maior deles (aproximadamente nove mil metros quadrados) onde estão concentradas as delegacias. O complexo também possui área de convivência com lanchonetes e restaurante, auditório, estacionamento e heliponto suspenso. A área de treinamento é uma das mais sofisticadas, com "Ambiente Cenográfico", "Casa de Tiros" e "Estande de Tiros", que foi projetado pela mesma empresa, Law Enforcement Targets, que construiu o estande de tiros do FBI, dos Estados Unidos.
O projeto, orçado em 170 milhões de reais, foi erguido pela Empresa de Obras Públicas (Emop) — órgão vinculado à Secretaria Estadual de Obras — no terreno doado pela Souza Cruz ao governo do Estado, em 2009.
Em 26 de junho, foi inaugurada a sala da Ordem dos Advogados do Brasil (OAB/RJ), para que os advogados que atuam nas delegacias especializadas, façam uso do escritório compartilhado com fotocopiadoras, computador, impressoras e acesso à internet.

## Delegacias
Estas são as delegacias especializadas com sua estrutura na Cidade da Polícia:
- DGPE - Departamento-Geral de Polícia Especializada
- DC-Polinter - Divisão de Capturas e Polícia Interestadual
- DCOD - Delegacia de Combate às Drogas
- DDEF - Delegacia de Defraudações
- DDSD - Delegacia de Defesa de Serviços Delegados
- DECON - Delegacia do Consumidor
- DECRADI - Delegacia de Crimes Raciais e Delitos de Intolerância
- DELFAZ - Delegacia Fazendária
- DESARME - Delegacia Especializada em Armas, Munições e Explosivos
- DPMA - Delegacia de Proteção ao Meio Ambiente
- DRCI - Delegacia de Repressão a Crimes de Informática
- DRCPIM - Delegacia de Repressão aos Crimes Contra a Propriedade Imaterial
- DRF - Delegacia de Roubos e Furtos
- DRFA - Delegacia de Roubos e Furtos de Automóveis
- DRFC - Delegacia de Roubos e Furtos de Cargas

## Órgãos
Estas são os órgãos com sua estrutura na Cidade da Polícia:
- Coordenadoria de Comunicações e Operações Policiais (CECOPOL)
- Coordenadoria de Inteligência Policial (CINPOL)
- Departamento Geral de Polícia Especializada (DGPE, gabinete e área administrativa)
- Departamento Geral de Administração e Finanças (DGAF)
- Departamento Geral de Tecnologia de Informação e Telecomunicações (DGTIT)